# São João de Vêr
São João de Vêr is een plaats (freguesia) in de Portugese gemeente Santa Maria da Feira en telt 8 816 inwoners (2001).